# Liga Checa de Fútbol 2020-21
La Liga Checa de Fútbol 2020-21 por razones de patrocinio Fortuna liga, fue la vigésimo octava temporada de la Liga de Fútbol de la República Checa, la máxima categoría del fútbol profesional de la República Checa. El torneo comenzó a disputarse el 22 de agosto de 2020 y finalizó el 29 de mayo de 2021.
Slavia Praga fue el defensor del título tras ganar su sexto título de liga la temporada anterior.
Al final del comunicado de la finalización de la temporada 2019-20, la LFA expuso que la temporada 2020-21 se ampliaba a 18 equipos y se volvía al formato anterior.

## Ascensos y descensos
Ningún equipo fue relegado al final de la temporada anterior. Los clubes ascendidos fueron el Pardubice, que se coronó campeón de la Liga Nacional 2019-20 y esta fue su primera temporada en la Liga Checa de Fútbol, su última aparición fue en la liga de Checoslovaquia en 1968 y Zbrojovka Brno que volvió tras 2 años de ausencia.
| Pos.    | Descendido de la Liga Checa de Fútbol 2019-20. |
| ------- | ---------------------------------------------- |
| No hubo |                                                |

| Pos. | Ascendido de la Liga Nacional de Fútbol 2019-20. |
| ---- | ------------------------------------------------ |
| 1.º  | Pardubice                                        |
| 2.º  | Zbrojovka Brno                                   |

## Formato
Los 18 equipos participantes jugaron entre sí todos contra todos dos veces totalizando 34 partidos cada uno, al término de la fecha 34, Slavia Praga se coronó campeón y obtuvo un cupo para la Primera ronda de la Liga de campeones 2021-21, los 3 últimos clasificados descendieron a la Liga Nacional de Fútbol 2021-22.

## Información de los equipos
| Club                    | Ciudad             | Estadio                   | Capacidad | Ref.   |
| ----------------------- | ------------------ | ------------------------- | --------- | ------ |
| 1. Příbram              | Příbram            | Stadion Na Litavce        | 9.100     | [ 5 ]  |
| 1. Slovácko             | Uherské Hradiště   | Městský fotbalový stadion | 8.000     | [ 6 ]  |
| Baník Ostrava           | Ostrava            | Městský stadion (Ostrava) | 15.123    | [ 7 ]  |
| Bohemians 1905          | Praga              | Ďolíček                   | 6.300     | [ 8 ]  |
| Dynamo České Budějovice | České Budějovice   | Stadion Střelecký ostrov  | 6.681     | [ 9 ]  |
| Fastav Zlín             | Zlín               | Letná Stadion             | 5.898     | [ 10 ] |
| Jablonec                | Jablonec nad Nisou | Stadion Střelnice         | 6.108     | [ 11 ] |
| MFK Karviná             | Karviná            | Městský stadion (Karviná) | 4.833     | [ 12 ] |
| Mladá Boleslav          | Mladá Boleslav     | Městský stadion (MB)      | 5.000     | [ 13 ] |
| Opava                   | Opava              | Městský stadion Opava     | 7.750     | [ 14 ] |
| Pardubice               | Pardubice          | Pod Vinicí                | 3.000     | [ 15 ] |
| Sigma Olomouc           | Olomouc            | Andrův stadion            | 12.474    | [ 16 ] |
| Slavia Praga            | Praga              | Eden Arena                | 19.730    | [ 17 ] |
| Slovan Liberec          | Liberec            | Stadion u Nisy            | 9.900     | [ 18 ] |
| Sparta Praga            | Praga              | Generali Arena            | 18.887    | [ 19 ] |
| Teplice                 | Teplice            | Na Stínadlech             | 18.221    | [ 20 ] |
| Viktoria Plzeň          | Pilsen             | Doosan Arena              | 11.700    | [ 21 ] |
| Zbrojovka Brno          | Brno               | Srbská                    | 10.200    | [ 22 ] |

## Tabla de posiciones
| Pos. | Equipo                  | Pts. | PJ | G  | E  | P  | GF | GC | Dif. | Clasificación 2021–22                              |
| ---- | ----------------------- | ---- | -- | -- | -- | -- | -- | -- | ---- | -------------------------------------------------- |
| 1    | Slavia Praga (C)        | 86   | 34 | 26 | 8  | 0  | 85 | 20 | +65  | Segunda ronda de la Liga de Campeones              |
| 2    | Sparta Praga            | 71   | 33 | 22 | 5  | 6  | 76 | 41 | +35  | Segunda ronda de la Liga de Campeones              |
| 3    | Jablonec                | 69   | 34 | 21 | 6  | 7  | 59 | 33 | +26  | Tercera ronda clasificatoria de la Liga Europa     |
| 4    | 1. Slovácko             | 63   | 34 | 19 | 6  | 9  | 58 | 33 | +25  | Segunda ronda de la Liga Europa Europa Conferencia |
| 5    | Viktoria Plzeň          | 58   | 34 | 17 | 7  | 10 | 60 | 45 | +15  | Segunda ronda de la Liga Europa Europa Conferencia |
| 6    | Slovan Liberec          | 52   | 34 | 14 | 10 | 10 | 44 | 32 | +12  |                                                    |
| 7    | Pardubice               | 52   | 34 | 15 | 7  | 12 | 41 | 42 | −1   |                                                    |
| 8    | Baník Ostrava           | 49   | 34 | 13 | 10 | 11 | 48 | 38 | +10  |                                                    |
| 9    | Sigma Olomouc           | 45   | 34 | 11 | 12 | 11 | 40 | 39 | +1   |                                                    |
| 10   | Bohemians 1905          | 43   | 34 | 10 | 13 | 11 | 40 | 37 | +3   |                                                    |
| 11   | Mladá Boleslav          | 39   | 34 | 10 | 9  | 15 | 49 | 54 | −5   |                                                    |
| 12   | MFK Karviná             | 39   | 34 | 9  | 12 | 13 | 37 | 49 | −12  |                                                    |
| 13   | Dynamo České Budějovice | 38   | 34 | 9  | 11 | 14 | 33 | 47 | −14  |                                                    |
| 14   | Fastav Zlín             | 32   | 34 | 8  | 8  | 18 | 30 | 50 | −20  |                                                    |
| 15   | Teplice                 | 30   | 34 | 7  | 9  | 18 | 34 | 66 | −32  |                                                    |
| 16   | Zbrojovka Brno (D)      | 26   | 34 | 5  | 11 | 18 | 33 | 57 | −24  | Descenso a Liga Nacional de Fútbol 2021-22         |
| 17   | 1. Příbram (D)          | 25   | 34 | 5  | 10 | 19 | 26 | 65 | −39  | Descenso a Liga Nacional de Fútbol 2021-22         |
| 18   | Opava (D)               | 17   | 34 | 3  | 8  | 23 | 23 | 71 | −48  | Descenso a Liga Nacional de Fútbol 2021-22         |

Actualizado a los partidos jugados el 23 de mayo de 2021.
 Fuente: Soccerway

## Resultados
| Local \ Visitante       | 1PR | 1SL | BAN | BOH | DYN | FAS | JAB | MFK | MLA | OPA | PAR | SIG | SLA | SLO | SPA | TEP | VIK | ZBR |
| ----------------------- | --- | --- | --- | --- | --- | --- | --- | --- | --- | --- | --- | --- | --- | --- | --- | --- | --- | --- |
| 1. Příbram              | —   | 1–4 | 0–4 | 1–4 | 0–1 | 1–0 | 1–0 | 0–1 | 2–1 | 1–1 |     | 0–2 | 3–3 | 0–2 | 1–3 | 1–3 | 0–0 | 1–1 |
| 1. Slovácko             | 5–1 | —   | 2–1 | 1–1 | 0–0 | 2–0 | 1–1 | 2–0 | 0–1 | 3–1 | 0–1 | 0–0 | 2–3 | 1–0 | 1–2 | 2–0 | 4–0 | 4–2 |
| Baník Ostrava           | 5–0 | 1–2 | —   | 1–0 | 2–2 | 4–2 | 2–1 | 1–1 | 2–1 | 3–0 | 3–0 | 1–1 | 0–1 | 1–0 | 0–0 | 1–1 | 0–2 | 1–1 |
| Bohemians 1905          | 2–1 | 1–3 | 1–1 | —   | 1–1 | 2–0 | 0–0 | 2–0 | 4–0 | 0–0 | 1–1 | 0–0 | 0–0 | 3–0 | 1–2 | 2–0 | 1–4 | 2–1 |
| Dynamo České Budějovice | 2–1 | 0–1 | 1–0 | 2–1 | —   | 1–2 | 0–2 | 1–1 | 1–3 | 0–1 | 2–0 | 2–2 | 0–6 | 0–2 | 0–0 | 2–0 | 0–0 | 0–2 |
| Fastav Zlín             | 0–1 | 1–2 | 1–1 | 0–0 | 3–0 | —   | 0–2 | 1–2 | 2–1 | 1–1 | 0–4 | 0–1 | 2–6 | 0–0 | 0–3 | 2–3 | 3–3 | 3–1 |
| Jablonec                | 2–1 | 0–3 | 2–0 | 2–1 | 2–1 | 3–1 | —   | 3–0 | 1–1 | 4–1 | 1–0 | 3–1 | 1.1 | 2–1 | 1–0 | 4–1 | 3–2 | 0–1 |
| MFK Karviná             | 0–1 | 0–2 | 0–0 | 2–1 | 3–0 | 0–2 | 2–2 | —   | 0–0 | 3–1 | 0–2 | 0–1 | 1–3 | 1–1 | 2–5 | 2.0 | 1–1 | 1–1 |
| Mladá Boleslav          | 0–0 | 2–3 | 1–3 | 3–1 | 2–2 | 1–3 | 2–0 | 2–0 | —   | 2–0 | 4–1 | 1–1 | 0–3 | 0–1 | 3–5 | 0–2 | 2–2 | 2–1 |
| Opava                   | 0–0 | 1–2 | 1–2 | 1–1 | 0–0 | 0–0 | 0–1 | 1–2 | 2–2 | —   | 1–0 | 1–2 | 0–6 | 0–2 | 0–3 | 2–1 | 1–3 | 0–2 |
| Pardubice               | 1–0 | 3–1 | 3–2 | 0–2 | 0–2 | 0–0 | 0–1 | 2–2 | 2–2 | 1–0 | —   | 1–1 | 1–1 | 3–0 | 2–2 | 2–1 | 3–0 | 2–1 |
| Sigma Olomouc           | 1–1 | 0–0 | 0–2 | 3–0 | 1–1 | 0–1 | 1–3 | 3–0 | 0–3 | 4–1 | 0–1 | —   | 0–1 | 1–0 | 2–3 | 1–1 | 2–2 | 1–0 |
| Slavia Praga            | 3–0 | 3–0 | 2–1 | 2–1 | 2–1 | 5–3 | 3–0 | 1–1 | 1–0 | 4–0 | 3–0 | 3–1 | —   | 3–0 | 2–0 | 5–1 | 5–1 | 1–1 |
| Slovan Liberec          | 3–0 | 1–1 | 0–0 | 1–1 | 0–0 | 1–0 | 1–3 | 1–1 | 3–0 | 0–0 | 4–1 | 1–2 | 0–1 | —   | 2–2 | 2–1 | 4–1 | 1–1 |
| Sparta Praga            | 4–0 | 1–0 | 3–1 | 0–1 | 2–4 | 3–1 | 2–1 | 4–3 | 1–0 | 4–2 | 2–0 | 3–0 | 0–3 | 1–1 | —   | 7–2 | 3–1 | 6–1 |
| Teplice                 | 2–2 | 0–2 | 2–1 | 1–1 | 2–0 | 0–0 | 0–5 | 2–2 | 1–3 | 3–1 | 0–1 | 1–1 | 1–1 | 1–2 | 0–1 | —   | 0–1 | 1–0 |
| Viktoria Plzeň          | 3–3 | 2–1 | 4–0 | 3–1 | 2–1 | 2–0 | 1–1 | 0–1 | 2–1 | 3–1 | 2–0 | 1–0 | 0–1 | 0–2 | 3–1 | 7–0 | —   | 4–1 |
| Zbrojovka Brno          | 1–1 | 2–1 | 0–1 | 0–0 | 1–3 | 0–0 | 1–2 | 0–2 | 2–3 | 4–1 | 1–2 | 2–4 | 0–0 | 0–3 | 1–4 | 0–0 | 0–1 | —   |

## Goleadores
| Rank | Jugador               | Club              | Goles |
| ---- | --------------------- | ----------------- | ----- |
| 1    | Jan Kuchta            | SK Slavia Praga   | 15    |
| 1    | Adam Hložek           | AC Sparta Praga   | 15    |
| 3    | Martin Doležal        | FK Jablonec       | 14    |
| 4    | Ivan Schranz          | FK Jablonec       | 13    |
| 5    | Jean-David Beauguel   | FC Viktoria Plzeň | 12    |
| 5    | Nicolae Stanciu       | SK Slavia Praga   | 12    |
| 5    | Lukáš Juliš           | AC Sparta Praga   | 12    |
| 8    | Abdallah Sima         | SK Slavia Praga   | 11    |
| 8    | Dyjan de Azevedo      | FC Baník Ostrava  | 11    |
| 10   | Jan Kliment           | 1. FC Slovácko    | 10    |
| 10   | Michal Škoda          | FK Mladá Boleslav | 10    |
| 10   | David Moberg Karlsson | Sparta Praga      | 10    |